# Anania terrealis
Anania terrealis (syn. Algedonia terrealis) ist ein (Klein-) Schmetterling aus der Familie der Crambidae.

## Merkmale
Die Flügelspannweite der Falter beträgt etwa 24 bis 28 mm (bzw. die Vorderflügellänge 11 bis 13 mm). Kopf und Thorax sind braungrau. Die Grundfarbe der Flügel variiert nur wenig von hellbrau, rotbraun bis braungrau. Das Saumfeld ist bei hellen Exemplaren oft deutlich dunkler. Fast immer ist die Saumlinie oder ein etwas erweiterter Bereich innerhalb der Saumlinie dunkler als die Grundfarbe gezeichnet. Der Vorderflügel weist zwei, häufig auch undeutlich gezeichnete dunklere Querlinien auf. Die äußere stark gezackte Querlinie ist mittig stark nach außen ausgebuchtet und springt am Flügelinnenrand (bzw. hinten) stärker zurück als am Kostalrand. Die häufig noch undeutlichere innere Querlinie ist dagegen nur schwach geschwungen. Zwischen den beiden Querlinien sitzt dicht am Kostalrand ein Queraderstrich. Häufig ist die äußere Querlinie auch teilweise oder fleckenartig hell gesäumt. Der Apex des Vorderflügels ist gespitzt. Der Hinterflügel weist nur eine gezackte Querlinie auf, die aber ebenfalls bei manchen Exemplaren sehr undeutlich sein kann. Wie beim Vorderflügel ist auch hier das Saumfeld manchmal dunkler als die Grundfarbe. Auffallend sind die deutlich helleren, oft sogar weißlichen Fransen.
Die Raupe ist variabel gefärbt, die Farbpalette reicht von gelblichweiß bis bläulichgrün und rosenrot. Sie besitzt einen verhältnismäßig kleinen, hell gelblichbraunen Kopf. Dieser weist etwas dunklere, meist braune bis dunkelbraune Flecken auf. Der breite Rückenstreifen und die dünnen Seitenstreifen sind dunkler als die Grundfarbe. Jüngere Raupen sind recht schlank, während ältere Raupen etwas gedrungener sind.
Die Puppe ist relativ lang (9,0–10,5 × 2,4–2,7 mm), schlank und rotbraun gefärbt. Der mittellange Kremaster ist am Ende wenig verjüngt und stumpf abgeschnitten, in der Aufsicht eckig und dorsoventral abgeflacht. Lateral zeigt er an der Basis je eine dunkel gesäumte Längsgrube. Er ist mit mittellangen, hakenartigen Borsten versehen.

## Geographische Verbreitung und Lebensraum
Die Art ist in ganz Mittel- und Nordeuropa verbreitet. Sie kommt lokal auch in Südeuropa vor, auf der Apennin-Halbinsel bis nach Sizilien. Sie fehlt aber auf den Mittelmeerinseln Korsika, Sardinien und Kreta. Auch aus dem übrigen Griechenland ist sie bisher nicht nachgewiesen. Auf den Britischen Inseln kommt die Art bis Südschottland vor. In Skandinavien reicht das Verbreitungsgebiet bis Finnisch-Lappland. Im Osten erstreckt es sich über Sibirien bis in den Russischen Fernen Osten, China und Japan. Sie ist auch in Kleinasien und dem Kaukasus-Gebiet nachgewiesen. Ein sicherer Nachweis stammt sogar aus Ladakh (Indien). Dagegen ist ein Nachweis der Art in Sichuan (China) unbestätigt geblieben.
In Europa lebt die Art bevorzugt an frischen Standorten wie z. B. Waldrändern, Waldlichtungen und Lehnen. In den Alpen steigt sie bis auf 2000 m an. Der Fundort der Art in Ladakh liegt auf 3800 m Höhe. Auf der Iberischen Halbinsel und Nordafrika ist sie auf höhere Lagen ab etwa 1350 m beschränkt (nachgewiesen bis 2350 m).

## Lebensweise
Anania terrealis bildet in klimatisch günstigen Regionen zwei überlappende Generationen im Jahr, deren Falter von Mai bis August fliegen. In England wird anscheinend nur eine Generation gebildet, deren Falter im Juni und Juli fliegen. Die Falter sind dämmerungsaktiv und kommen nachts an künstliche Lichtquellen. Sie ruhen tagsüber in der Vegetation, können jedoch leicht aufgescheucht werden. Die Raupen sind von Juli bis Mai des folgenden Jahres anzutreffen. Sie ernähren sich hauptsächlich von der Gewöhnlichen Goldrute (Solidago virgaurea), wo die Raupen vorzugsweise an den Blättern fressen oder auch den Blüten. Hannemann nennt auch noch Berg-Aster (Aster amellus) und Alpenmaßliebchen (Bellidiastrum mitchelii) als Raupennahrungspflanze. Sie leben dabei in einem röhrenartigen Gespinst, das sie an die Stängel oder die Blattunterseite ihrer Nahrungspflanzen anheften. Sie überwintern und verpuppen sich in diesem Gespinst im Mai des folgenden Jahres.

## Systematik und Taxonomie
Das Taxon wurde 1829 von Georg Friedrich Treitschke unter dem Binomen Botys terrealis erstmals wissenschaftlich beschrieben. Der Holotyp stammt aus einer nicht weiter präzisierten Lokalität in "Dalmatien". Die Art findet sich in der Literatur auch in den Kombinationen Mutuuraia terrealis, Eurrhypara (Algedonia) terrealis und Algedonia terrealis.
Es ist die Typusart der Gattung Mutuuraia Munroe, 1976. Die Gattungen Mutuuraia Munroe, 1976, Eurrhypara Hübner, 1825 und  Algedonia Lederer, 1863 werden heute, neben zahlreichen anderen Gattungen als Synonyme der Gattung Anania Hübner, 1823 betrachtet.
Speidel und Hanigk (1990) unterteilen die Art in zwei Unterarten:
- Anania terrealis terrealis (Treitschke, 1829), im größten Teil des Verbreitungsgebietes mit Ausnahme der Iberischen Halbinsel und Nordafrika und
- Anania terrealis reisseri (Zerny, 1932), Iberische Halbinsel und Xauen-Izilan, Rif-Gebirge, Marokko